# Синагога у Бјеловару
Синагога у Бјеловару једна је од три молитвена дома настала на простору Хрватске (тада у саставу Аустроугарске), саграђена у 20. веку у предвечерје Првог свестског рата (1912-1914). Данас је Бјеловарска синагога је поред осјечке доњоградске синагоге и малог ортодоксног храма у Ријеци једина сачувана синагога саграђена у последњем великом таласу изградња синагогао у Хрватској с почетка20. века.
Иако се данас у синагоги налази Дом културе у коме се одржавају разне културне манифестације, за ову синагогу важно је напоменути да истиче изузетно очуваном архивском документацијом што је сачувано у листовима нацрта из различитих фаза градње и у цртежима некадашњег оригиналог ентеријера, што је крајња реткост за синагоге у Хрватској.

## Историја
Јевреји су се с простора средње Европе доселили у панонску Хрватску средином 18. века.У Војну крајину дошли су преко Аустрије и Мађарске, чији су поједини делови били опустошени након турских освајања и тако постали погодни за насељавање. У то време, највећи број Јевреја био је у Дарувару због иницијативе грофовске породице Јанковић „која позива из аустријских земаља обртнике, земљораднике и трговце у Дарувар и околицу“. Доласку Јевреја на у овај град поред овог позива допринела је и модернизација саобраћајне инфраструктуре, односно изградња железничке пруге на релацији Барц-Вировитица-Дарувар 1885. године. Највећи број Јевреја био је у Дарувару све до почетка 20. века, када је примат преузео Бјеловар. 

Присутност Јевреја у Бјеловару може се пратити још од оснивања самога града, дакле, од 1756. године. Иако је верска политика тадашње царице Марије Терезије, забранила насељавање Јевреја на подручју Војне крајине, којој је Бјеловар припадао до 1871. године, постојали су изутци. Изузеци су према царичином допуштењу чинили Јевреја „староседиоци“ који су живели у Крајини од 1750-тих година, а били су избеглице из Османског царства. Постојали су и други мање познати прописи који су допустили насељавање Јевреја под посебним условима:
„До доношења патента о толеранцији у већини градова (Крижевци, Копривница, Бјеловар, Осијек и др.) Жидовима је било допуштено једнодневно или тродневно задржавање на сајмовима, уз плаћање толеранцијске таксе од 1 до 2 форинте по дану“.

Од оснивања града Бјеловара 1756. године па до изградње синагоге дошло је до изразите промене архитектонских стилова почевши од једноставнијих израза каснобарокне и класицистичке архитектуре до комплекснијих хисторицистичких и сецесијских грађевина. О урбанистичким и архитектонским променама града сведоче очувани картографски извори који указују на пораст броја становништва и политичке промене попут демилитаризације Војне крајине 1873. године, што је највише утицали на изглед града и његову инфраструктуру: 
Део војних објеката на подручју градског језгре, током времена замењује се новим здањима грађанског карактера, јер због повећаних потреба за јавним и стамбеним зградама војна спкладишта и барутане селе се на периферију.
Управо је то био и случај са синагогом која је изграђена на месту срушеног војног складишта.
Укидање Војне крајине омогужило је просторно ширење града, али и потребу за законском регулацијом изградње, односно планским уређењем града. У складу с тиме 1883. године основан је први формални градски Грађевни одбор који је контролисао и надгледао ширење и изградњу града. Тако је већ 1893. године након катастарске премера града, Срећко Смочински заједно с Грађевним одбором започиње радити на састављању прве бјеловарске Регулационе основе.
Крај 19. века и почетак 20. века био је најплоднији период града Бјеловара у области грађевинарства што се можемо закључити на основу података да је током периода историцизма и сецесије град Бјеловар добио своје сада познате димензије и најважније јавне зграде: нову касарну 1888. године, хотел „Централ“ 1893. године, парни млин и Општински суд 1894. године, нову гимназија и станицу са коначним проширењем 1901. године, хируршки павиљон 1913. године, синагогу 1914. године и многобројне друге важне објекте.

## Архитектонске карактеристике
Синагога у Бјеловару сазидана је према пројекту архитекте  Otona Goldscheidera из загребачког бироа Hönigsberg&Deutsch,између 1912. и 1914. године у стилу касне сецесије, по цени од 160.000 ондашњих аустријских круна.
Сецесијску орнаментику највише истичу вертикалне линије на фасади, а касноецесијска редукција декоративност објављена је тек данас у непостојећим детаљима попут облих купола бочних кула и розете у облику Давидове звезде.
Централни део фасаде био је хоризонтално подељен на два поља. Доњи део са улазним порталом закључен је венцем у равни бочних избочина, док је горњи део са прозорима и Давидовом звездом био удубљен према унутра. Величину бјеловарске синагоге додатно је истицала „вертикална линија уских прозора и слепих ниша“ која се протезала преко главне фасаде и бочних кула.
Бјеловарска синагога се између два светска рата истицала напредним конструктивним решењем, по коме је унутрашњост је била засвођена у облику бачвастог свод од танке армирано-бетонске шкољке са контраребритативним кровом ослоњеним на модерни гвоздени носачи.95
Организација унутрашњости синагоге није одступала од уобичајеног распореда који у другим синагогамама из 19. века. Бјеловарскасинагога састојала се од три брода, arona-ha-kodesha (који је био један од најмонументалнијих и имао је облик куполастог циборија као велика синагога у Ријеци) и биме на источној страни изнад које је била галерија за оргуље.

## Синагога данас
Након што су Другом светском рату, од стране усташа и немаца побијенеи готови сви бјеловарски Јевреји молитвени дом је остао без својих верника. Јеврејска заједница Југославије је уступила објекат Општини Бјеловар, која је синагогу преименовала 1951. године у позориште.
У склопу обнове синагоге за друге намене са ње су уклоњене куполе и верска обележја. Остала је само велика Давидова звезда у унутрашњости синагоге (на спрату).
Наредна обнова синагоге која се догодила 1989. године још више је изменила лик синагоге.
Данас се у синагоги налази Дом културе у коме се одржавају разне културне манифестације  (разни концерати, позоришне и филме представе, друштвена догађања, трибине и сл).
Зграду синагоге користи и музичка школа Ватрослав Лисински из Бјеловара.
- Данашњи изглед синагоге након две обнове у првој половини 20. века